# سفيداب (مقاطعة دورة)
سفيداب (بالفارسية: سفیداب) هي قرية تقع في قسم دورة الريفي (مقاطعة دورة) في إيران. يقدر عدد سكانها بـ 79 نسمة .